# Кута (приток Лены)
Кута́ — река в Иркутской области России, левый приток Лены.
Длина реки — 408 км, площадь бассейна — 12 500 км². В бассейне — минеральные источники. Протекает по юго-восточной окраине Среднесибирского плоскогорья (Лено-Ангарскому плато). Питание главным образом снеговое. Средний расход близ устья 62,4 м³/с. Замерзает в ноябре, вскрывается в начале мая.
В низовьях Куты солёные ключи. Крупнейший правый приток — Купа.

## Этимология и история открытия
В городе Усть-Куте широко известна шутка, что название реки Куты русского происхождения. Связана она с другими реками Кутского бассейна — Купой и Мукой. Якобы при проходе Ленского волока казаки «на Муке мучались, в Купе купались, а после этого на Куте — кутили». На самом деле это неверно.
Название реки происходит от эвенкийского кута — «низкое, заболоченное место, трясина». До прихода казаков на Куте располагались эвенкийские кочевья. В русских источниках река упоминается с XVII века, когда в 1628 году отряд десятника Василия Бугра вышел на её берега.
На карте XVIII века «Чертёж Илимскаго города» было отмечено, что Кута берёт своё начало из места слияния рек Купы и Муки, однако на самом деле Мука впадает в Купу, которая, в свою очередь, впадает в Куту.
В XVII—XIX веках Кута в нижнем течении (от Каймонова до Усть-Кута) являлась частью Ленского волока.

## Географическое описание
Кута начинается в 80 км к северу от города Усть-Кута. Течёт сначала в западном направлении, после чего поворачивает на север и, обогнув горный кряж, резко сворачивает на юг. В этом направлении Кута течёт до места впадения в неё Купы, где почти под прямым углом сворачивает на восток до впадения в Лену. Русло реки сильно извилистое. Долина лесистая, в верхнем течении — заболоченная.
На всём протяжении Кута течёт по территории Усть-Кутского района Иркутской области и на одном из участков является границей с Катангским районом. В нижнем течении (8 км до устья) река течёт по территории города Усть-Кута. На этом участке в Куту с правого берега впадают минеральные источники, а на левом берегу находится озеро Солёное, около которого построен санаторий с водогрязелечебницей. Лечебные средства: радоновые 15 нкюри/л (43 единиц Махе) хлоридные натриевые рассолы, содержащие бром, которые в разведённом виде используют для ванн; иловая грязь озера. Лечение заболеваний органов движения и опоры, гинекологических, периферической нервной системы.
В устье Кута образует небольшую дельту из двух проток. Образовавшийся остров получил название Домашний и используется как место отдыха. Координаты устья: 56°45′17″ с. ш. 105°39′11″ в. д..

## Притоки (км от устья)
- 5 км: река Паниха
- 22 км: река Бермякина
- 37 км: река Половинка
- 40 км: река Еловая
- 43 км: река без названия
- 44 км: река Сухая
- 48 км: река Островная
- 56 км: река без названия
- 65 км: река Купа
- 66 км: река Кутская
- 72 км: ручей Сухой
- 93 км: река Половинная
- 112 км: ручей Домашний
- 119 км: ручей Домашний
- 119 км: река Турым (Карауловский Турым)
- 121 км: река Бобровка (Бол. Бобровка)
- 148 км: река Прорва Нижняя
- 152 км: река Прорва Верхняя
- 162 км: река Ялыка (Бол. Ялыка)
- 178 км: река Берьякан
- 200 км: река Кольдякчин
- 209 км: река Берея
- 231 км: река без названия
- 234 км: река Малая Ичёда
- 244 км: река Большая Ичёда
- 281 км: река Джегдон
- 313 км: ручей Берея
- 326 км: река Пура
- 332 км: река Берея
- 336 км: река Моголь
- 342 км: река без названия
- 358 км: река Озёрная
- 362 км: река Чикмар
- 375 км: река Чертило

## Гидрология
| Средний расход воды (м³/с) реки Куты по месяцам с 1941 по 1990 гг. (замеры производились на гидрологическом посту в районе п. Ручей, 52 км от устья) |

## Населённые пункты
Бассейн реки малонаселённый. Единственный город — Усть-Кут, расположенный у устья. Кроме него, на реке расположены следующие населённые пункты (сверху вниз по течению реки):
- посёлок Бобровка† (закрыт с 2011 года)
- село Михеево †
- деревня Максимово
- деревня Шипичная †
- село Каймоново
- посёлок Ручей (бывш. деревня Новоильинка, другое название — Перфильево)
- посёлок городского типа Янталь (бывшее село Ворошилово)
- станция Кута † (сейчас — дачный посёлок)
- деревня Карпово (другое название — Паново). Включена в состав города.

Все населённые пункты, кроме Максимова и Шипичной, располагаются или располагались по левому берегу. Город Усть-Кут расположен по обоим берегам.

## Инфраструктура

### Водный путь
Кута несудоходна. Даже в нижнем течении реки, несмотря на наличие глубоких мест, много мелей, перекатов и подводных камней.
В 4 км от устья есть старая паромная переправа, работавшая до строительства автомобильного моста.

### Дороги
На протяжении 60 км вдоль Куты (от устья Купы до Лены) параллельно проходят участки железнодорожной ветки «Тайшет — Лена» и автодороги Р419 «Тулун — Братск — Усть-Кут».
До Бобровки и Максимова, находящихся выше по течению реки, проложена грунтовая лесовозная дорога. До других мест на Куте можно добраться по лесным дорогам без покрытия.
Через Куту на всём протяжении перекинуто семь мостов:
1. автомобильный мост в верхнем течении реки на лесовозной дороге. Глубина реки здесь не превышает 1 метра;
2. автомобильный мост выше устья Купы на трассе Тулун — Братск — Усть-Кут;
3. железнодорожный мост ниже устья Купы;
4. пешеходный мост между автобусной остановкой «Курорт» и посёлком курорта в Усть-Куте;
5. автомобильный (так называемый «красный») мост на основной дороге из Усть-Кута в деревню Туруку;
6. и 7. два автомобильных моста через протоки Куты в дельте, соединяющие остров Домашний с городом (весенним паводком 2013 г. пролёт одного моста был обрушен в Куту, вследствие чего оба моста закрыли на реконструкцию).